# Honda of the UK Manufacturing
Die Honda of the UK Manufacturing Ltd., intern HUM genannt, ist eine im Jahr 1985 eingerichtete Tochtergesellschaft des japanischen Honda-Konzerns mit Unternehmenssitz in Swindon, England. Das Firmengelände umfasst derzeit eine Fläche von 370 Hektar, auf der Werke zur Automobilherstellung und dem Motorenbau sowie eine Teststrecke betrieben werden. Die jährliche Kapazität des Unternehmens liegt bei 250.000 Einheiten, welche in Europa wie auch in Nordamerika vertrieben werden. Insgesamt werden aus der englischen Produktion 60 Märkte versorgt. Rund 3.400 Arbeitnehmer sind für das Unternehmen tätig. Das Unternehmen selbst begann seine Tätigkeit als Importeur von Kraftfahrzeugen, erst am 10. Oktober 1992 konnte die Produktion in einem eigenen Werk aufgenommen werden. Innerhalb der Fahrzeug-Identifikationsnummer nutzt das Werk den Welt-Herstellercode SHH sowie den Werkscode U für Swindon an elfter Position.
Die Produktion wurde am 30. Juli 2021 eingestellt.

## Unternehmensgeschichte
Die ersten Versuche, sich auf dem englischen Markt zu etablieren, machte Honda bereits 1979 in einem Joint-Venture mit der Rover Group. In der Zusammenarbeit wählte man letztlich Swindon als zukünftigen Standort aus. Zu dieser Wahl beigetragen haben eine gute Infrastruktur mit sehr guter Anbindung zu mehreren in der Nähe liegenden Häfen, eine Anbindung an die wichtigsten regionalen Motorways, wie auch an den London Heathrow Airport. Swindon war zudem auch bekannt für seine ehemalige Produktionsstätte der Great Western Railway, welche einen herausragenden Ruf in Ingenieurstechnik genoss.
Das heutige Firmengelände wurde noch im selben Jahr von der Vickers Supermarine Limited abgekauft. Dabei handelte es sich um einen Flugplatz, dessen Start- und Landebahn zu der heutigen 1,4 Kilometer langen Teststrecke umgewandelt worden ist. Mit einer Investition in Höhe von 300 Millionen Britische Pfund konnte im Spätjahr 1992, nach Beendigung der Bauarbeiten, das erste Werk seine Arbeit aufnehmen.
Die vorhergehenden Modelle aus der Zusammenarbeit mit Rover wurden im Werk bei Longbridge montiert. Einige der Modelle gab es im sogenannten Badge-Engineering auch als Triumph- und Rover-Modelle. Erst 1999 wurde diese Zusammenarbeit seitens Honda beendet.
Das erste im Vereinigten Königreich hergestellte Modell war der Kleinwagen Honda Civic, gefolgt vom Honda Accord und dem Honda Ballade. Wobei die japanischen Modellversionen anfangs lediglich eine Randposition einnahmen, zeigten sich die Schwestermodelle international einer größeren Beliebtheit. Vor allem in ehemaligen Kolonialgebieten waren diese Modelle durchaus beliebt. Erst mit dem Niedergang Mitte der 1990er Jahre schränkte Honda die Autoteilezulieferungen an das nun BMW zugehörige Werk drastisch ein, sodass die meisten der Modelle unter eigener Regie Modellpflegen unterzogen werden mussten. Im Spätjahr 1999 beendete Honda dann die Zusammenarbeit und betreibt seither nur noch eine eigenständige und unabhängige Produktion seiner Fahrzeuge.
1989 wurde zudem eine Motorenherstellung im Werk eingerichtet. 365.000 Motoren werden hier pro Jahr hergestellt.
Das zweite Werk, welches über die Jahrtausendwende errichtet worden war, nahm seine Arbeit am 21. Juli 2001 auf. Damit wurde die Kapazität von 150.000 Einheiten auf 250.000 im Jahr erhöht. Hier wurde dann die Produktion des Honda Civic und auch des mittlerweile eingestellten Honda Accord übernommen. Die wichtigsten Pkw-Modelle aus dem Zweitwerk hingegen sind die international vermarkteten Einheiten des Honda CR-V und des Honda Civic Type R. Das neuste Modell des Unternehmens ist der seit 2009 gebaute Honda Jazz.
Im Jahr 2009 machte das Unternehmen eine vier Monate lange andauernde Arbeitspause. Grund für diese Maßnahme war ein weltweiter Rückgang an Bestellungen und Verkäufen innerhalb des ersten Quartals.
Im Februar 2019 kündigte Honda die Schließung des Standorts an.
Im März 2021 verkaufte Honda das Grundstück an die Panattoni Group. Auf dem Gelände sollen Lager- und Logistikflächen entstehen.
Am 30. Juli 2021 wurde die Produktion nach 36 Jahren eingestellt.